# Марков, Пётр Алексеевич (генерал-полковник)
Марков Пётр Алексеевич (28 июня 1902 года, деревня Хатовня, ныне в Рогачёвском районе Гомельской области Республики Беларусь – 3 июня 1967 года, Москва) – советский военачальник, генерал-полковник танковых войск (1965), доктор военных наук.

## Биография
Из крестьянской семьи. Белорус.
В Красной Армии с октября 1923 года. Окончил Одесскую артиллерийскую школу в 1926 году. Был командиром взвода гаубичной батареи 24-го отдельного артиллерийского дивизиона, с сентября 1927 по май 1930 — помощником командира батареи 106-го артиллерийского полка, с октября 1929 — командиром батареи этого полка в Приволжском военном округе. В 1930 году был переведён из артиллерии в бронетанковые войска.
В 1935 году окончил Военную академию механизации и моторизации РККА имени И.В. Сталина. С июня 1935 года был командиром руководителей тактики в Горьковской бронетанковой школе, с января 1936 — преподаватель тактики Бронетанкового военного училища имени И. В. Сталина, с октября 1938 — старшим преподавателем там же. С декабря 1939 — помощник начальника учебного отдела Харьковского бронетанкового училища, с декабря 1940 — помощник начальника этого училища по строевой части. С марта по декабрь 1941 года был начальником 1 отдела воинской части 7655. Окончил курсы при Академии Генерального штаба РККА.
Участник Великой Отечественной войны с мая 1942 года. С мая по октябрь 1942 года был начальником оперативного отдела 9-го танкового корпуса на Западном фронте. С октября 1942 — начальник штаба Саратовского танкового лагеря, с ноября — начальник штаба Тульского танкового лагеря. С 7 апреля 1943 по 11 марта 1944 года — начальник штаба 1-го гвардейского механизированного корпуса на Юго-Западном и 1-й Украинском фронтах. В его составе участвовал в Курской битве, Донбасской, Нижнеднепровской, Мелитопольской операциях.
С марта по сентябрь 1944 года — начальник штаба бронетанковых и механизированных войск Красной Армии. С сентября 1944 по апрель 1952 года — заместитель начальника штаба командующего бронетанковыми и механизированными войсками Красной Армии.
После войны, с апреля 1952 года — старший преподаватель кафедры бронетанковых и механизированных войск в Высшей военной академии имени Ворошилова. С ноября 1953 года — начальник штаба Отдельной механизированной армии (размещалась на территории Румынии). С сентября 1954 года вновь работал в академии. С января 1955 года — заместитель начальника штаба бронетанковых и механизированных войск Советской Армии. В июне 1957 года был прикомандирован к Генеральному штабу ВС СССР для научно-исследовательской работы. В 1958 году окончил Военную академию Генерального штаба Вооружённых Сил СССР. С ноября 1958 года — заместитель начальника, а с ноября 1964 года до своей кончины — начальник Военной академии бронетанковых войск. Доктор военных наук. Профессор.
Умер 3 июня 1967 года. Похоронен на Новодевичьем кладбище.

## Воинские звания
- капитан (24.01.1936)
- майор (28.03.1939)
- подполковник (4.06.1942)
- полковник (30.11.1942)
- генерал-майор танковых войск (11.03.1944)
- генерал-лейтенант танковых войск (18.02.1958)
- генерал-полковник танковых войск (16.06.1965)

## Награды
- Орден Ленина
- Три ордена Красного Знамени
- Орден Богдана Хмельницкого 2-й степени (27.09.1944)
- Орден Красной Звезды (22.01.1943)
- Медаль «За победу над Германией в Великой Отечественной войне 1941—1945 гг.»
- другие медали СССР

## Память
- Именем П. А. Маркова названа улица на его родине — в деревне Хотовня Рогачёвского района.
- Имя воина увековечено в Главном Храме Вооружённых сил России и на мемориале «Дорога памяти»[1].